# Regió del Ruhr
La regió o conca del Ruhr (Ruhrgebiet, en alemany) és una zona d'elevada concentració urbana al nord-oest d'Alemanya. Té una població de 5,3 milions d'habitants, i és considerada part de la megalòpoli Rin-Ruhr, al Nord de Westfàlia amb un total de gairebé 11 milions d'habitants, i que conforma l'àrea urbana més àmplia d'Europa.
Està formada per una sèrie contínua de ciutats industrials limitades pels rius Ruhr (al sud), Rin (a l'oest) i Lippe (al nord). Al sud-oest limita amb el territori de Berg (Bergisches Land).
Anant des de l'oest (on desemboca al Rin) vers l'est, l'àrea inclou les ciutats de Duisburg, Oberhausen, Bottrop, Mülheim an der Ruhr, Essen, Gelsenkirchen, Bochum, Herne, Hamm, Hagen, i Dortmund, així com parts de districtes més "rurals" com Wesel, Recklinghausen, Unna i Ennepe-Ruhr.
És la quarta àrea urbana més gran d'Europa després de Moscou, les àrees metropolitanes de Londres i París (vegeu també: Istanbul). La regió del Ruhr sovint es percep equivocadament com sola ciutat, ja que molts mapes no mostren els límits entre les ciutats individuals.

## Història

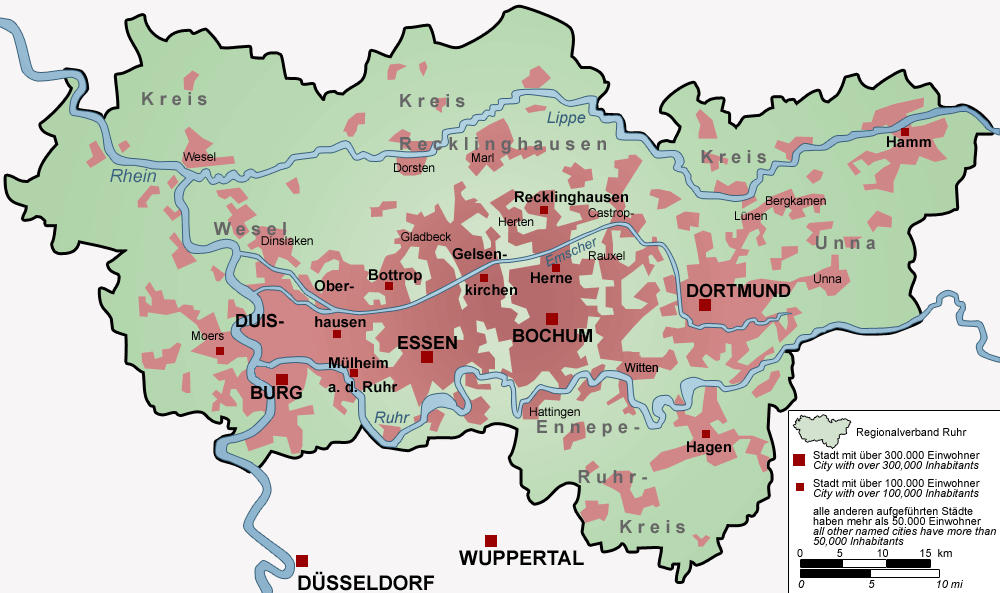
Mapa de la regió del Ruhr

- Segle XIX: les mines de carbó situades a les muntanyes al llarg del riu Ruhr canalitzen la Revolució Industrial a la regió; esdevenint la més important d'Europa. Nombroses localitats agrícoles esdevenen ciutats industrials amb una gran quantitat de fàbriques.[2]

- 1914-1918 Primera Guerra Mundial: la regió esdevé la gran productora dels recursos militars i logístics d'Alemanya.[3]
- Dècada de 1920: arran les reparacions imposades a Alemanya al Tractat de Versalles (1919), la regió fou ocupada per tropes belgues i franceses entre 1923 i 1925; cosa que provocà la Ruhrkampf, una desacceleració voluntària de la producció industrial per part de la població.
- 1945: al final de la Segona Guerra Mundial la regió va ser ocupada per britànics i estadounidencs.
- 1949: els Aliats estableixen una comissió internacional vigilant de la producció regional de carbó i acer.
- 1950: Robert Schuman pronuncia la declaració Schuman, en la qual proposa integrar les indústries del carbó i de l'acer d'Europa Occidental.[4]
- 1951: la comissió internacional és suprimida arran l'entrada en funcionament de la Comunitat Europea del Carbó i de l'Acer(CECA), considerada l'embrió de l'actual Unió Europea (UE).[5]
- Dècada de 1960: la demanda de carbó disminueix considerablement a nivell mundial. La regió inicia una reestructuració econòmica, laboral i comercial.
- 1979: les ciutats i municipalitats de la regió són reagrupades en l'Associació Comunal de la Regió del Ruhr, col·lectivitat amb estatut particular per a aspectes administratius i econòmics.
- 2004: l'associació comunal rep el nom d'Associació Regional del Ruhr.

## Llengua
La parla s'anomena comunament Ruhrdeutsch ("alemany del Ruhr"), tot i que no existeix realment un dialecte uniforme que justifiqui la designació. És més aviat un sociolecte amb influències dels diferents dialectes que es troben a la regió. L'afluència de treballadors estrangers ha introduït les noves expressions que es presentaven a les situacions de treball industrial i ha conduït a una forma d'argot típica de certs grups de gent a la regió. No existeix cap gramàtica unificada de les diferents variacions de Ruhrdeutsch. Amb tot, s'ha publicat una quantitat substancial de literatura en diferents de les varietats parlades a la regió.